# Smluvní strana obranného průmyslu

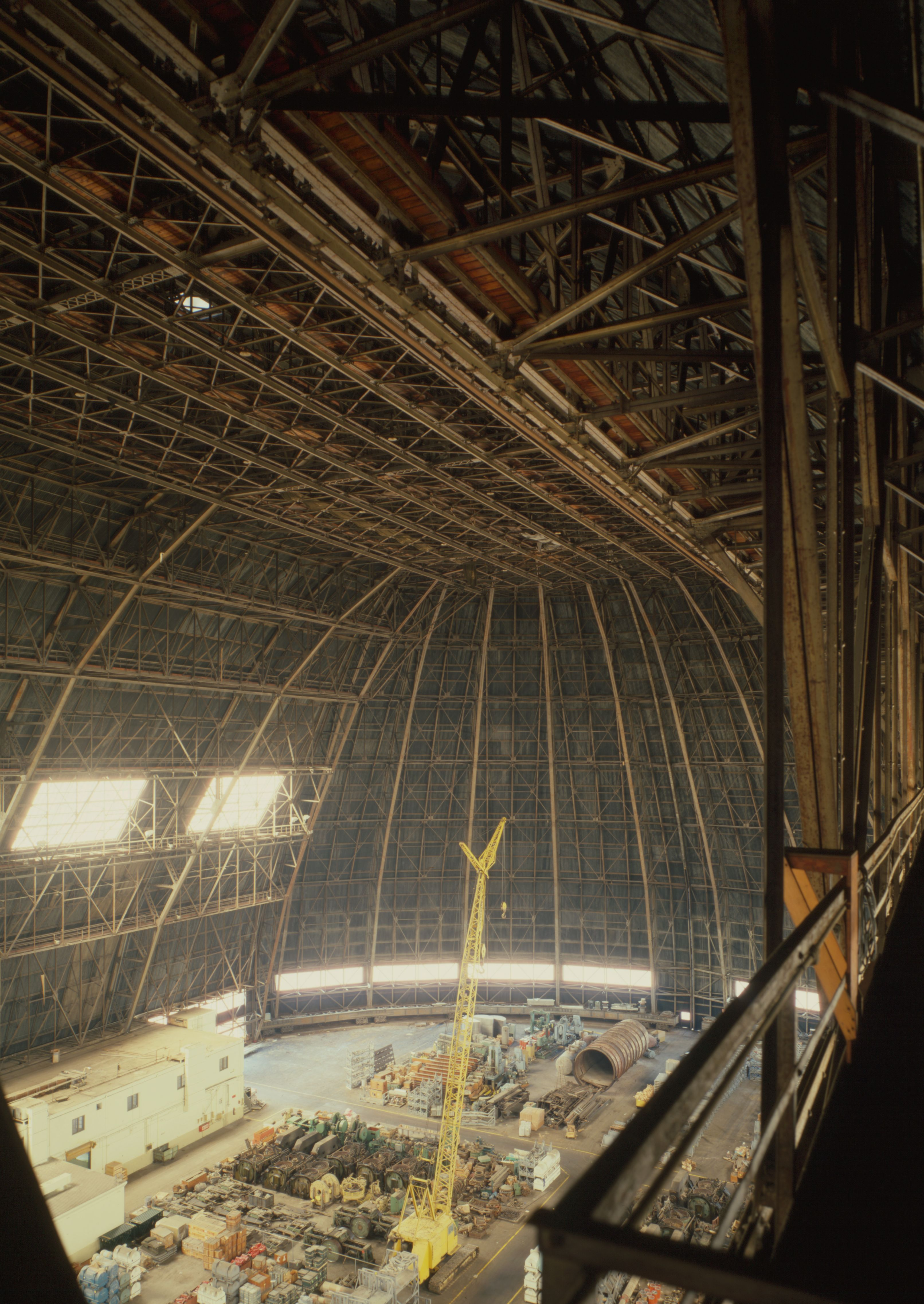
Vnitřek Goodyear Airdock, jednoho ze zařízení společnosti Lockheed Martin.

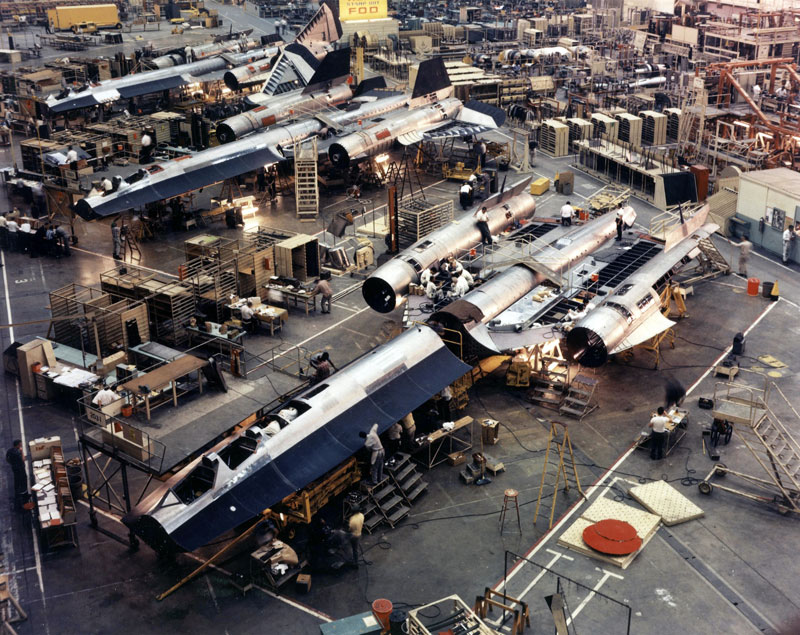
Montáž SR-71 Blackbird.

Smluvní strana obranného průmyslu (zkráceně též dodavatel vojenské techniky popř. jen zbrojní dodavatel či vojenský dodavatel) je obchodní společnost, která poskytuje zboží nebo služby ministerstvu obrany dané země. Zbožím typicky zahrnuje vojenskou leteckou, námořní a pozemní techniku, zbraně, munici a zbraňové systémy a příslušenství. Služby mohou zahrnovat logistiku, technickou a komunikační podporu a trénink.

## Největší zbrojní dodavatelé
| Pořadí (2008) | Pořadí (2007) | Společnost              | Prodej zbraní (2008, v mil. US$) | Prodej zbraní (2007, v mil. US$) | Prodej zbraní/prodej celkem (2008, v %) |
| ------------- | ------------- | ----------------------- | -------------------------------- | -------------------------------- | --------------------------------------- |
| 1             | 2             | BAE Systems             | 32 420                           | 29 860                           | 95                                      |
| 2             | 3             | Lockheed Martin         | 29 880                           | 29 400                           | 70                                      |
| 3             | 1             | Boeing                  | 29 200                           | 30 480                           | 48                                      |
| 4             | 4             | Northrop Grumman        | 26 090                           | 24 600                           | 77                                      |
| 5             | 5             | General Dynamics        | 22 780                           | 21 520                           | 78                                      |
| 6             | 6             | Raytheon                | 21 030                           | 19 540                           | 91                                      |
| 7             | 7             | EADS                    | 17 900                           | 13 100                           | 28                                      |
| 8             | 9             | Finmeccanica            | 13 020                           | 9 850                            | 52                                      |
| 9             | 8             | L-3 Communications      | 12 160                           | 11 240                           | 82                                      |
| 10            | 10            | Thales Group            | 10 760                           | 9 350                            | 58                                      |
| 11            | 11            | United Technologies     | 9 980                            | 8 760                            | 17                                      |
| 12            | 12            | SAIC                    | 7 350                            | 6 250                            | 73                                      |
| 13            | 16            | KBR                     | 5 730                            | 5 000                            | 50                                      |
| 14            | 13            | Computer Sciences Corp. | 5 710                            | 5 420                            | 34                                      |
| 15            | 15            | Honeywell               | 5 310                            | 5 020                            | 15                                      |
| 16            | 19            | ITT Corporation         | 5 170                            | 3 850                            | 44                                      |
| 17            | 17            | Rolls Royce             | 4 720                            | 4 580                            | 28                                      |
| 18            | 23            | Almaz-Antei             | 4 340                            | 2 780                            | 94                                      |
| 19            | 25            | AM General              | 4 040                            | 2 670                            | ?                                       |
| 20            | ?             | Navistar                | 3 900                            | 370                              | 26                                      |